# ほぼシリーズ
ほぼシリーズとは、カネテツデリカフーズが販売している魚を再現した練り製品である。食の不満を解消するために開発され、2021年12月時点で累計で5000万パック以上を売り上げる人気商品である。

## 開発の経緯
最初に開発したのは「ほぼカニ」（2014年から発売しているカニ風味のカマボコ）で、他社から「カニカマ」などの名称で発売されていたカマボコを本物のズワイガニへいっそう近付けることを狙いに定めていた。開発チームはカニを試食したうえで、理化学分析の結果に沿ってカニの繊維などをカマボコで再現させた。しかし、試作品の風味がズワイガニと程遠かったため、材料の試行錯誤と試食を繰り返した。また噛んだ時の繊維のほぐれ方をカニに近づけるために、ミリ単位で調整を行った。

## 反響
2020年の芸能人格付けチェックで取り上げられたときは会社のホームページがサーバーダウンしたほか、2週間で前年の倍以上売り上げを記録した。以降番組で度々登場するようになる。また2022年春の放送では香里奈がイカフライと間違えて選択し、「ほぼほぼイカ」(仮称)が8月をめどに商品化されることとなり、8月1日に「だいたいイカ」の製品名でオンライン販売が開始された。ちなみに、「だいたい」という名称には「イカの代替食材」というニュアンスを重ねている。

## ラインナップ[1]
- 2014年 - ほぼカニ
- 2015年 - ほぼホタテ
- 2016年 - ほぼエビフライ
- 2017年 - ほぼカキフライ
- 2018年 - ほぼうなぎ、ほぼタラバガニ
- 2019年 - 大粒ほぼホタテ 浜焼き風、すごいほぼカニ
- 2020年 - サラダプラス ほぼホタテ、サラダプラス ほぼタラバガニ
- 2021年 - 大粒ほぼカキフライ
- 2022年 - ほぼいくら、だいたいイカ、ほぼ毛ガニ